# Symphurus vanmelleae
Symphurus vanmelleae är en fiskart som beskrevs av Paul Chabanaud 1952. Symphurus vanmelleae ingår i släktet Symphurus och familjen Cynoglossidae. Inga underarter finns listade i Catalogue of Life.